# Диэтиламин
Диэтиламин (N,N-Диэтиламин, диэтамин) — органическое соединение, вторичный амин, производное аммиака, в молекуле которого два атома водорода замещены этильными радикалами.

## Получение
В промышленности получают взаимодействием этанола с аммиаком (при 350-450 °C и катализе Al2O3, SiO2) или с аммиаком в присутствии водорода (при 150-230 °C и катализе Ni, Co, Cu, Re). Также диэтиламин получают взаимодействием диэтилового эфира с аммиаком, восстановительным аминированием ацетальдегида и этилированием аммиака этилхлоридом:
2C2H5Cl + 3NH3 → (C2H5)2NH + 2NH4Cl
В лаборатории диэтиламин получают разложением 4-нитрозо-N,N-диэтиланилина щелочью.

## Физические свойства
Бесцветная жидкость со специфическим запахом: аммиачным с небольшой примесью рыбного. Смешивается с водой, растворим в ацетоне, этаноле, диэтиловом эфире.
При атмосферном давлении не образует азеотропных смесей с водой, метанолом и этанолом.

## Химические свойства
Как и другие замещённые амины, обладает основными свойствами — реагирует с кислотами с образованием солей диэтиламмония:
(C2H5)2NH + HCl → (C2H5)2NH2Cl.
Нитрозируется азотистой кислотой до N-нитрозодиэтиламина:
(C2H5)2NH + HNO2 → (C2H5)2N-NO + H2O
Ацилируется хлорангидридами и ангидридами карбоновых кислот до N,N-диэтиламидов.
Алкилируется алкилгалогенидами, диметилсульфатом.
С сероуглеродом в щелочной среде дает N,N-диэтилдитиокарбаматы:
(C2H5)2NH + CS2 + KOH → (C2H5)2NC(S)SK + H2O
При взаимодействии с сильными основаниями, отщепляя протон у атома азота, образует соли в роли кислоты. Например, получение ЛДА по реакции с бутиллитием.
(C2H5)2NH + LiC4H9 → (C2H5)2NLi + C4H10

## Применение
Для получения присадок к моторным топливам и маслам, отвердителей эпоксидных смол, ускорителей вулканизации, красителей, флотореагентов, репеллентов (например, диэтилтолуамида), пестицидов, лекарственных средств (например, кордиамина, новокаина), ингибиторов коррозии (например, N,N-диэтилмочевина, динитробензоат диэтиламмония). Также используется для получения LSD-25, в смеси с лизергиновой кислотой образуя диэтиламид d-лизергиновой кислоты.
28 февраля 2020 года неформальный союз стран, способствующих контролю за нераспространением химического оружия, Австралийская группа, добавила в свой список прекурсоров химического оружия 22 вещества с идентификаторами AG66 — AG87, которые могут использоваться для синтеза отравляющего вещества «Новичок».  Диэтиламин включён в список прекурсоров под номером AG64. Хотя Россия не является членом Австралийской группы, одновременно с «Новичками» диэтиламин также был включён в список веществ подлежащих экспортному контролю.

## Безопасность

### Токсичность
Диэтиламин — токсичное вещество. В соответствии с ГОСТ 12.1.007-76 диэтиламин является токсичным малоопасным веществом по степени воздействия на организм, 4-го класса опасности. В больших концентрациях N,N-диэтиламин раздражает слизистые оболочки верхних дыхательных путей и глаз, обладает удушающим действием. ПДК 30 мг/м3.
Симптомы отравления у животных: раздражение слизистых верхних дыхательных путей и глаз, возбуждение ЦНС с последующим угнетением, тремор, судороги, смерть при явлениях асфиксии. После 1-ч ингаляции при 500—1000 мг/м3 у крыс нарушения условных и безусловных рефлексов на протяжении месяца, при 300 мг/м3 — кратковременные нарушения. Макроскопически: отек легких, полнокровие внутренних органов; гистологических: резко выраженная клеточная дистрофия и некробиотические изменения в печени (Васильева).

### Пожароопасность
Горюч. Температура самовоспламенения 490 °C. Концентрационные пределы воспламенения 2,2-14 объёмных %.